# Mycotrupes pedester
Mycotrupes pedester is een keversoort uit de familie mesttorren (Geotrupidae). De wetenschappelijke naam van de soort werd in 1954 gepubliceerd door Henry Fuller Howden.